# Emlembe
Der Emlembe (Siswati, dt. Ort der Spinne) ist ein Berg in den Transvaal-Drakensbergen an der Westgrenze Eswatinis zu Südafrika.
Das auch uKhahlamba (dt. die Barriere) genannte Gebirge ist ein Granitgebirge an der Westgrenze des Landes. Westlich davon liegt das Becken des südafrikanischen Zentralplateaus mit seinen zahlreichen Flüssen, die sich hier ihren Weg zum Meer suchen und Eswatini zu einem der am besten bewässerten Orte in Afrika machen.
Vom Gipfel des Emlembe lassen sich fast alle Punkte in Eswatini erblicken.